# Kopaniny (powiat zawierciański)
Kopaniny – część miasta Włodowice w Polsce, położona w województwie śląskim, w powiecie zawierciańskim, w gminie Włodowice
Do 1 stycznia 2023 kolonia w Polsce położona w województwie śląskim, w powiecie zawierciańskim, w gminie Włodowice.
W latach 1975–1998 miejscowość należała administracyjnie do województwa częstochowskiego.